# Niwa (województwo dolnośląskie)

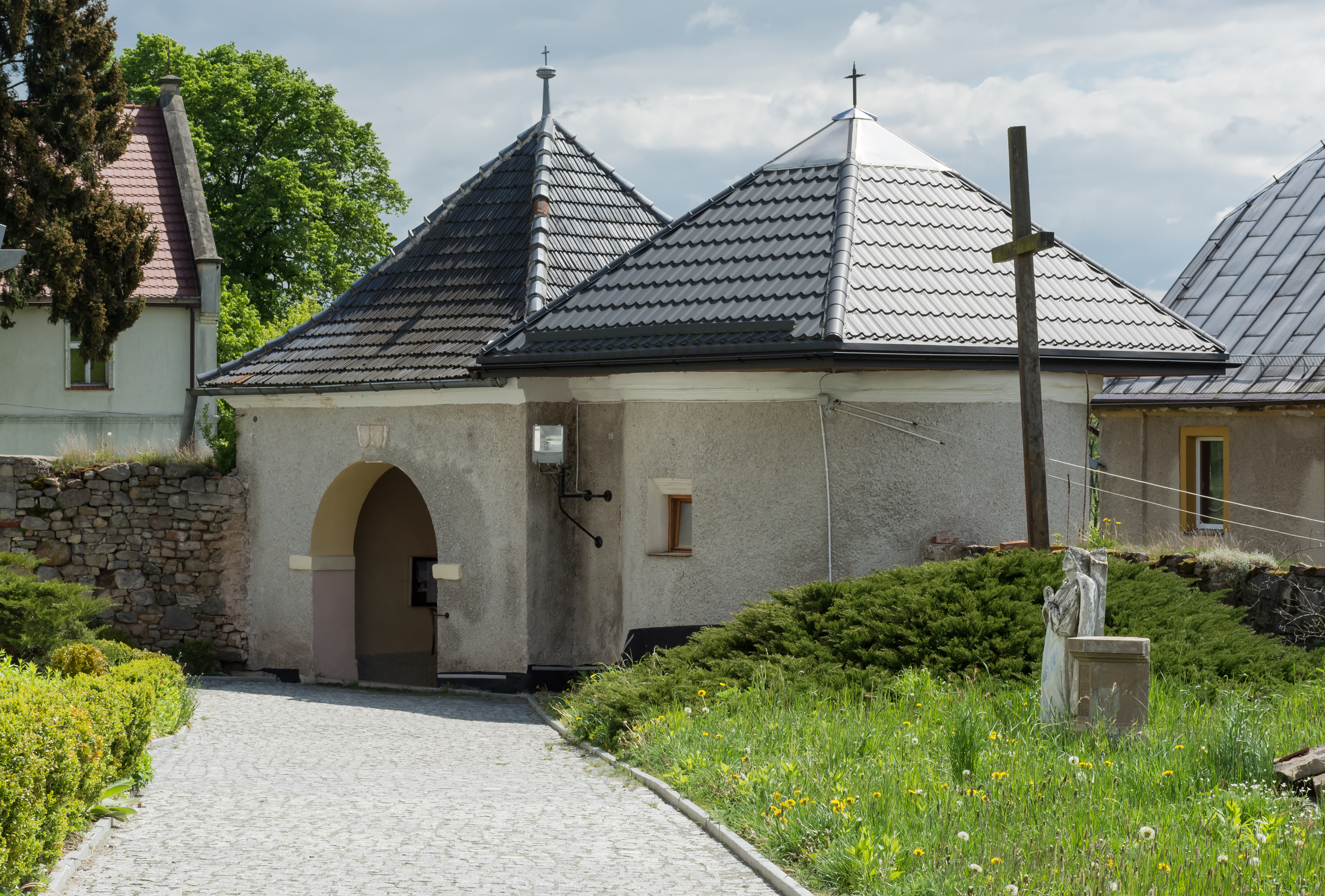
Budynek bramny przy kościele św. Wita

Niwa (niem. Reichenau) – wieś w Polsce położona w województwie dolnośląskim, w powiecie kłodzkim, w gminie Szczytna. 
W przeszłości do wsi należał przysiółek Tworów (niem. Ludwigsdörfel). Obecnie nazwa niestandaryzowana. 

## Położenie
Niwa to duża wieś łańcuchowa o długości około 2 km, leżąca w zachodniej części Kotliny Kłodzkiej, na terenie Wzgórz Ścinawskich, między Polanicą-Zdrojem a Wambierzycami, nad potokiem Cicha, na wysokości około 380–390 m n.p.m.

## Podział administracyjny
W latach 1975–1998 miejscowość położona była w województwie wałbrzyskim.

## Historia
Pierwsza wzmianka o Niwie pochodzi z 1337 roku. W roku 1380 istniało tu wolne sędziostwo. W roku 1404 część wsi kupił zakon kanoników regularnych z Kłodzka. W roku 1549 Niwa była już dużą wsią, nadal istniało wolne sędziostwo, były też: kościół parafialny, cegielnia i piekarnia. W 1840 roku w miejscowości były: kościół, szkoła i gorzelnia. Po 1945 roku Niwa zachowała swój rolniczy charakter.

## Zabytki
Do wojewódzkiego rejestru zabytków wpisany jest:
- kościół św. Wita w Niwie, parafialny, z 1623 roku z masywną wieżą wzniesioną na planie kwadratu w roku 1907[7]. Wewnątrz jest barokowa chrzcielnica z XVIII wieku i inne wyposażenie pochodzące z początku XX wieku[7]. W zewnętrznej ścianie kościoła wmurowany jest zespół pięciu renesansowych płyt nagrobnych[7]. Kościół otoczony jest murem z XVII wieku z budynkiem bramnym[7].

Inne zabytki:
- kolumna z figurą św. Jana Nepomucena z 1734 roku[9]
- kolumna maryjna z 1737 roku,
- drewniana wieża przeciwpożarowa,
- krzyże przydrożne i kapliczki oraz domy mieszkalne z XIX wieku.

## Atrakcje turystyczne
Okolice Niwy są często odwiedzane przez zbieraczy kamieni szlachetnych, ponieważ można tu znaleźć okazy ametystów. 